# كيني ألين
كيني ألين (بالإنجليزية: Kenny Allen)‏ (12 يناير 1948 في المملكة المتحدة - ) هو لاعب كرة قدم بريطاني في مركز حراسة المرمى. لعب مع سويندون تاون ونادي بورنموث ونادي بوري ونادي بيتربورو يونايتد ونادي توركي يونايتد ونادي غوتبورغ ونادي هارتلبول يونايتد ونيوبورت كونتي ووست بروميتش ألبيون وتاندا رويال زولو ‏ ونادي باث سيتي ونادي ووركينغتون وتولو تاون ‏.